# Staatliche Fachoberschule und Berufsoberschule Ingolstadt
Die Staatliche Fachoberschule und Berufsoberschule Ingolstadt (FOSBOS Ingolstadt) ist eine Berufliche Oberschule in Ingolstadt. Mit über 100 hauptamtlichen Lehrkräften und knapp 1500 Schülern im Schuljahr 2023/24 ist sie die größte Schule der Region Ingolstadt. Sie bietet die Ausbildungsrichtungen „Technik“, „Sozialwesen“, „Wirtschaft und Verwaltung“ und „Internationale Wirtschaft“ an. Die Schule verfügt über eine Außenstelle in Eichstätt, an der ca. 130 Schüler untergebracht sind.

## Geschichte
Ingolstadt wurde 1970 einer von 50 Standorten in Bayern, die erstmals den Betrieb der neugegründeten Fachoberschulen aufnahmen. Hauptsitz wurde das Gebäude des ehemaligen Kriegsspitals. 1997 wurde die FOS um die Berufsoberschule (BOS) ergänzt (seit 2008 zusammengefasst in der Beruflichen Oberschule). Aufgrund des starken Anstiegs der Schülerzahlen kam die FOSBOS Ingolstadt zuletzt immer wieder in Raumnot und musste Teile der Klassen auslagern, unter anderem in die Hohe Schule. Ein neuer Erweiterungsbau wurde 2024 fertiggestellt.

### Liste der Schulleiter
- Franz Riederer (1970–1971)
- Hermann Schießl (1971– )
- Valentin Demmel ( – )
- Jakob Schläfer (–2009)
- Erich Winter (seit 2009)[9]

### Bekannte Schüler und Lehrer
- Matthias Müller (* 1953), ehemaliger Schüler an der Fachoberschule, Manager[10]
- Viktor Johann Scheck (* 1952), ehemaliger Schüler an der Fachoberschule, Kunstmaler und Zeichner[11]
- Rupert Stadler (* 1963), ehemaliger Schüler an der Fachoberschule, Manager[9]